# Georges Ier de Waldeck-Pyrmont
Pour les articles homonymes, voir Georges Ier.
Georges Ier (6 mai 1747 – 9 septembre 1813) est comte de Pyrmont de 1805 à 1812, puis prince de Waldeck-Pyrmont jusqu'à sa mort.

## Biographie
Né à Arolsen, Georges est le quatrième fils du prince Charles-Auguste de Waldeck-Pyrmont et de son épouse Christine de Deux-Ponts-Birkenfeld. Son frère aîné Frédéric-Charles-Auguste succède à leur père en 1763.
En 1805, la principauté est divisée : Frédéric-Charles-Auguste reste prince de Waldeck, tandis que Georges obtient le comté de Pyrmont. Son frère meurt en 1812 sans laisser de fils, ce qui permet à Georges de réunifier la principauté. À sa mort, l'année suivante, son fils, également appelé Georges, lui succède.

## Mariage et descendance
Le 12 septembre 1784, Georges épouse à Otterwisch la princesse Augusta (bg) (1768-1849), fille du prince Auguste II de Schwarzbourg-Sondershausen (bg). Ils ont treize enfants :
- Christiane (23 mars 1787 – 16 mars 1806) ;
- Charles (7 juillet 1788 – 3 octobre 1795) ;
- Georges II (20 septembre 1789 – 15 mai 1845), prince de Waldeck-Pyrmont ;
- Frédéric (3 novembre 1790 – 1er février 1828), épouse Ursula Polle, titrée comtesse de Waldeck (descendance) ;
- Christian (19 juin 1792 – 8 juillet 1795) ;
- Augusta (7 août 1793 – 29 avril 1794) ;
- Jean (25 septembre 1794 – 8 octobre 1814) ;
- Ida de Waldeck-Pyrmont (26 septembre 1796 – 12 avril 1869), épouse le prince Georges-Guillaume de Schaumbourg-Lippe (descendance) ;
- Wolrad (23 avril 1798 – 24 août 1821) ;
- Mathilde de Waldeck-Pyrmont (10 avril 1801 – 13 avril 1825), épouse le duc Eugène de Wurtemberg (descendance) ;
- Charles-Christian (12 avril 1803 – 19 juillet 1846), épouse la comtesse Amélie de Lippe-Biesterfield (descendance) ;
- Caroline (17 novembre 1804 – 3 mars 1806).